# .مصر
(.مصر) أو «نقطة مصر» هو مجال المستوى الأعلى لمصر وهو أول نطاق على الإنترنت يستخدم أبجدية عربية، تلاه .إمارات و.السعودية، كما بدأ الترويج لـ .تونس و.الجزائر و.المغرب. الرمز اللاتيني لنطاقات «مصر» هو .eg.
أمثلة:
- بالعربى.مصر
- فودافون.مصر

## اقرأ أيضا
- إيزو 3166